# آسکات
آسکات (به لاتین: Askat) یک منطقهٔ مسکونی در روسیه است که در جمهوری آلتای واقع شده‌است.